# Crore
Crore är en indisk och persisk räkneenhet, och motsvarar 10 000 000 (eller 10 miljoner) i det västerländska tiosystemet. Skrivs crore i pluralis görs detta enligt följande mönster:
30 000 000 = 3 crore ⇒ indisk stil: 3,00,00,000
75 500 000 = 7,55 crore ⇒ indisk stil: 7,55,00,000
1 crore kan sedan delas upp i 100 lakh. 1 lakh crore är 1 biljon (1000 miljarder).